# Eumeta strandi
Eumeta strandi är en fjärilsart som beskrevs av Jean Bourgogne 1955. Eumeta strandi ingår i släktet Eumeta och familjen säckspinnare. Inga underarter finns listade i Catalogue of Life.